# Les Vosges Côté Sud-Ouest
Les Vosges côté Sud-Ouest est une communauté de communes française située dans le département des Vosges dans la région Grand Est.

## Historique
La communauté de communes est créée au 1er janvier 2017. Elle est formée par fusion de la communauté de communes des Marches de Lorraine, de la communauté de communes du Pays de la Saône Vosgienne et de la communauté de communes du Pays de Saône et Madon (hormis Thuillières), avec extension à la commune de Grandrupt-de-Bains (issue de la communauté de communes du Val de Vôge). Initialement dénommée Communauté de communes des Vosges côté Sud-Ouest lors de l’arrêté de novembre, un arrêté complémentaire  précise l'article 1er pour opter la dénomination de Communauté de communes « Les Vosges côté Sud-Ouest ».

## Territoire communautaire

### Composition
La communauté de communes est composée des 60 communes suivantes :

| Nom                     | Code Insee | Gentilé             | Superficie (km2) | Population (dernière pop. légale) | Densité (hab./km2) |
| ----------------------- | ---------- | ------------------- | ---------------- | --------------------------------- | ------------------ |
| Darney (siège)          | 88124      | Darnéens            | 7,92             | 1 078 (2022)                      | 136                |
| Ainvelle                | 88004      | Ainvellois          | 9,03             | 136 (2022)                        | 15                 |
| Ameuvelle               | 88007      | Ameuvellois         | 5,56             | 47 (2022)                         | 8,5                |
| Attigny                 | 88016      | Attigniens          | 16,08            | 202 (2022)                        | 13                 |
| Belmont-lès-Darney      | 88049      | Belmontais          | 3,99             | 109 (2022)                        | 27                 |
| Belrupt                 | 88052      | Belruptiens         | 9,14             | 91 (2022)                         | 10                 |
| Bleurville              | 88061      | Bleurvillois        | 20,25            | 285 (2022)                        | 14                 |
| Blevaincourt            | 88062      | Blévaincourtois     | 8,75             | 91 (2022)                         | 10                 |
| Bonvillet               | 88065      | Bonvillageois       | 10,09            | 275 (2022)                        | 27                 |
| Châtillon-sur-Saône     | 88096      | Châtillonnais       | 9,21             | 106 (2022)                        | 12                 |
| Claudon                 | 88105      | Claudonnais         | 21,72            | 216 (2022)                        | 9,9                |
| Damblain                | 88123      | Damblinois          | 13,27            | 258 (2022)                        | 19                 |
| Dombasle-devant-Darney  | 88138      | Dombaslois          | 8,73             | 77 (2022)                         | 8,8                |
| Dombrot-le-Sec          | 88140      | Dombriciens         | 18,89            | 358 (2022)                        | 19                 |
| Dommartin-lès-Vallois   | 88149      | Dommartinois        | 4,93             | 52 (2022)                         | 11                 |
| Escles                  | 88161      | Escloniens          | 22,54            | 385 (2022)                        | 17                 |
| Esley                   | 88162      | Esleysiens          | 11               | 170 (2022)                        | 15                 |
| Fignévelle              | 88171      | Fignévellois        | 4,4              | 50 (2022)                         | 11                 |
| Fouchécourt             | 88179      | Fouchécourtois      | 4,66             | 41 (2022)                         | 8,8                |
| Frain                   | 88180      | Frainitiens         | 7,54             | 125 (2022)                        | 17                 |
| Frénois                 | 88187      |                     | 4,94             | 49 (2022)                         | 9,9                |
| Gignéville              | 88199      | Gignévillois        | 5,58             | 76 (2022)                         | 14                 |
| Godoncourt              | 88208      | Godoncourtois       | 11,38            | 116 (2022)                        | 10                 |
| Grandrupt-de-Bains      | 88214      |                     | 3,6              | 70 (2022)                         | 19                 |
| Grignoncourt            | 88220      | Grignoncourtois     | 5,41             | 47 (2022)                         | 8,7                |
| Hennezel                | 88238      | Hennezelois         | 32,13            | 387 (2022)                        | 12                 |
| Isches                  | 88248      | Ischois             | 13,6             | 172 (2022)                        | 13                 |
| Jésonville              | 88252      | Jésonvillois        | 6,96             | 151 (2022)                        | 22                 |
| Lamarche                | 88258      | Lamarchois          | 33,69            | 814 (2022)                        | 24                 |
| Lerrain                 | 88267      | Lerrinois           | 12,65            | 456 (2022)                        | 36                 |
| Lignéville              | 88271      | Lignévillois        | 12,53            | 300 (2022)                        | 24                 |
| Lironcourt              | 88272      | Lironcourtois       | 4,84             | 71 (2022)                         | 15                 |
| Marey                   | 88287      |                     | 7,9              | 71 (2022)                         | 9                  |
| Martigny-les-Bains      | 88289      | Octoduriens         | 29,22            | 793 (2022)                        | 27                 |
| Martinvelle             | 88291      | Martinvillois       | 24,73            | 126 (2022)                        | 5,1                |
| Mont-lès-Lamarche       | 88307      | Mont-Lès-Lamarchois | 7,1              | 94 (2022)                         | 13                 |
| Monthureux-sur-Saône    | 88310      | Monthurolais        | 19,02            | 870 (2022)                        | 46                 |
| Morizécourt             | 88314      | Morizécourtois      | 10,68            | 94 (2022)                         | 8,8                |
| Nonville                | 88330      | Nonvillois          | 8,91             | 188 (2022)                        | 21                 |
| Pont-lès-Bonfays        | 88353      | Fay-Pontois         | 4,47             | 102 (2022)                        | 23                 |
| Provenchères-lès-Darney | 88360      | Provenchérois       | 9,07             | 144 (2022)                        | 16                 |
| Regnévelle              | 88377      | Regnévellois        | 8,62             | 122 (2022)                        | 14                 |
| Relanges                | 88381      | Relangeois          | 13,87            | 190 (2022)                        | 14                 |
| Robécourt               | 88390      | Robécourtois        | 8,78             | 104 (2022)                        | 12                 |
| Romain-aux-Bois         | 88394      | Romain-Aux-Boisins  | 8,14             | 47 (2022)                         | 5,8                |
| Rozières-sur-Mouzon     | 88404      | Roziérois           | 4,78             | 69 (2022)                         | 14                 |
| Saint-Baslemont         | 88411      | Saint-Baslemontais  | 12,71            | 84 (2022)                         | 6,6                |
| Saint-Julien            | 88421      |                     | 14,11            | 103 (2022)                        | 7,3                |
| Sans-Vallois            | 88441      | Sans-Valloisiens    | 4,43             | 129 (2022)                        | 29                 |
| Senaide                 | 88450      | Senaidois           | 12,17            | 183 (2022)                        | 15                 |
| Senonges                | 88452      | Senongeois          | 5,84             | 133 (2022)                        | 23                 |
| Serécourt               | 88455      | Serécourtois        | 13,7             | 100 (2022)                        | 7,3                |
| Serocourt               | 88456      | Serocourtois        | 11,05            | 83 (2022)                         | 7,5                |
| Les Thons               | 88471      |                     | 10,09            | 97 (2022)                         | 9,6                |
| Tignécourt              | 88473      | Tignécourtois       | 18,97            | 82 (2022)                         | 4,3                |
| Tollaincourt            | 88475      | Tollaincurtiens     | 14,13            | 117 (2022)                        | 8,3                |
| Les Vallois             | 88491      | Valloisiens         | 5,25             | 124 (2022)                        | 24                 |
| Villotte                | 88510      | Villottois          | 8,21             | 119 (2022)                        | 14                 |
| Vioménil                | 88515      | Viamanciliens       | 23,59            | 153 (2022)                        | 6,5                |
| Viviers-le-Gras         | 88517      | Vivarois            | 9,04             | 182 (2022)                        | 20                 |

### Démographie
| 1968   | 1975   | 1982   | 1990   | 1999   | 2010   | 2015   | 2021   |
| ------ | ------ | ------ | ------ | ------ | ------ | ------ | ------ |
| 16 786 | 16 181 | 15 431 | 14 425 | 13 544 | 12 864 | 12 342 | 11 661 |

## Administration

### Siège
Le siège de la communauté de communes est situé à Darney.

### Conseil communautaire
Le conseil communautaire de la communauté de communes se compose de 79 conseillers, élus pour une durée de six ans.
Ils sont répartis comme suit :
| Nombre de conseillers | Communes                                  |
| --------------------- | ----------------------------------------- |
| 6                     | Darney                                    |
| 5                     | Lamarche                                  |
| 4                     | Martigny-les-Bains, Monthureux-sur-Saône  |
| 2                     | Dombrot-le-Sec, Escles, Hennezel, Lerrain |
| 1 (+ 1 suppléant)     | les 52 autres communes                    |

### Présidence
| Période      | Période      | Identité          | Étiquette | Qualité                               |
| ------------ | ------------ | ----------------- | --------- | ------------------------------------- |
| janvier 2017 | juillet 2020 | Bernard Salquebre | DVD       | Maire de Dombrot-le-Sec (depuis 1995) |
| juillet 2020 | En cours     | Alain Roussel     | SE        | Maire de Claudon (depuis 1995)        |

### Compétences

#### Urbanisme
Par délibération du 09 Février 2021, les 60 communes de la Communauté de Communes des Vosges Côté Sud-Ouest (CCVCSO) se sont engagées dans l'élaboration d'un Plan local d'urbanisme intercommunal valant Programme Local de l'Habitat (PLUI-H).

### Régime fiscal et budget
Le régime fiscal de la communauté de communes est la fiscalité professionnelle unique (FPU).